# Суповац
Суповац је насељено место у градској општини Црвени Крст на подручју града Ниша у Нишавском округу. Налази се на левој обали Јужне Мораве, под Малим Јастрепцем, на граници алексиначке и нишке котлине, на око 14 км северозападно од центра Ниша. Према попису из 2022. било је 289 становника (према попису из 1991. било је 426 становника).

## Историја
Суповац је старо село. У турским изворима из 1444. и 1446. године помињу се села Горњи и Доњи Кључ (данас локалитети на ушћу Нишаве у Јужну Мораву), а у попису 1516. године се наводи да је влашком селу Селчаници (Сечаници) припадала и мезра Суповац оптерећена дажбинама од 800 акчи. Већ у следећем попису из 1564. године помиње се као активно село са преко 30 домова. Након Великог рата (1683—1690) опустео је сасвим (исељавањем), али је постепено поново обновљен. Од 1833. године помиње се као „село на граници“. У Суповцу живи предање да су родоначелници (или обновитељи?) села преци данашњих Митића, Ивковића, Стојановића, Стојковића и још неких родова и да су се почетком 19. века доселили из врањског краја. Налази у „Манастиришту“ (керамичке цеви, опека, креч), темељи цркве Светог Лазара, као и предмети (цигле, малтер), људске кости на које се наилази приликом копања темеља и подрума у данашњем насељу указују на то да је село постојало од раније. Суповац се помиње и у вези с почетком рата на југу Србије 1876/77. године. И данас се тачно зна место у селу (необележено) са којег је 20. јуна (2. јула) 1876. године опалио топ у правцу турске територије означивши почетак Првог српско-турског рата.
У условима ослобођеног дела Србије Суповац се споро развијао. Већу перспективу је отворила пруга Београд-Ниш, изграђена 1884. године, захваљујући којој су се јавили почетни облици радничког запошљавања у Нишу уочи Другог светског рата са дневном миграцијом. Суповачки мост је обновљен након Великог рата, почетком 1923. Посебан проблем за мештане представљао је прелаз преко Јужне Мораве, за шта се најчешће користио железнички мост, на којем је у току Другог светског рата и после рата изгубило живот 39 особа.
Нови друмски мост изграђен је од 1969. до 1973. године. Он истовремено представља значајну фреквентну везу нишког краја са житковачко-тешичким Поморављем. Након изградње друмског моста почело је активно туристичко коришћење суповачког простора са више од двадесетак изграђених викендица (1983). Године 1971. у Суповцу су живела 24 пољопривредна, 63 мешовита и 31 непољопривредно домаћинство.

## Саобраћај
До Суповца се може доћи приградском линијом 39 ПАС Ниш - Чамурлија - Горња Топоница - Мезграја - Суповац - Сечаница.

## Демографија
Средином 19. века (1846), Суповац је село са 19 домаћинстава и 129 становника, 1910. године имало је 66 домаћинстава и 542 становника, 1921. године 92 домаћинства и 630 становника, а године 1930. у њему је живело 101 домаћинство и 671 становник.
У насељу Суповац живи 312 пунолетних становника, а просечна старост становништва износи 49,0 година (47,8 код мушкараца и 50,1 код жена). У насељу има 124 домаћинстава, а просечан број чланова по домаћинству је 2,33.
Ово насеље је великим делом насељено Србима (према попису из 2002. године), а у последња три пописа, примећен је пад у броју становника.
|  |

| Демографија | Демографија | Демографија |
| Година      | Становника  | Становника  |
| ----------- | ----------- | ----------- |
| 1948.       | 616         |             |
| 1953.       | 612         |             |
| 1961.       | 602         |             |
| 1971.       | 511         |             |
| 1981.       | 456         |             |
| 1991.       | 426         | 425         |
| 2002.       | 374         | 389         |
| 2011.       | 344         |             |
| 2022.       | 289         |             |

| Етнички састав према попису из 2002.‍ | Етнички састав према попису из 2002.‍ | Етнички састав према попису из 2002.‍ | Етнички састав према попису из 2002.‍ | Етнички састав према попису из 2002.‍ |
| ------------------------------------ | ------------------------------------ | ------------------------------------ | ------------------------------------ | ------------------------------------ |
|                                      |                                      |                                      |                                      |                                      |
| Срби                                 | Срби                                 |                                      | 370                                  | 98,93%                               |
| Роми                                 | Роми                                 |                                      | 2                                    | 0,53%                                |
| Хрвати                               | Хрвати                               |                                      | 1                                    | 0,26%                                |
| непознато                            | непознато                            |                                      | 0                                    | 0,0%                                 |

| Година пописа     | 1948. | 1953. | 1961. | 1971. | 1981. | 1991. | 2002. |
| ----------------- | ----- | ----- | ----- | ----- | ----- | ----- | ----- |
| Број домаћинстава | 118   | 121   | 129   | 118   | 116   | 119   | 115   |

| Број чланова      | 1  | 2  | 3  | 4  | 5  | 6  | 7 | 8 | 9 | 10 и више | Просек |
| ----------------- | -- | -- | -- | -- | -- | -- | - | - | - | --------- | ------ |
| Број домаћинстава | 26 | 29 | 14 | 12 | 14 | 12 | 6 | 2 | 0 | 0         | 3,25   |

| Пол    | Укупно | Неожењен/Неудата | Ожењен/Удата | Удовац/Удовица | Разведен/Разведена | Непознато |
| ------ | ------ | ---------------- | ------------ | -------------- | ------------------ | --------- |
| Мушки  | 156    | 28               | 112          | 12             | 4                  | 0         |
| Женски | 166    | 12               | 111          | 36             | 7                  | 0         |
| УКУПНО | 322    | 40               | 223          | 48             | 11                 | 0         |

| Пол    | Укупно                    | Пољопривреда, лов и шумарство | Рибарство                            | Вађење руде и камена | Прерађивачка индустрија       |
| ------ | ------------------------- | ----------------------------- | ------------------------------------ | -------------------- | ----------------------------- |
| Мушки  | 75                        | 3                             | 0                                    | 2                    | 19                            |
| Женски | 29                        | 0                             | 0                                    | 0                    | 7                             |
| УКУПНО | 104                       | 3                             | 0                                    | 2                    | 26                            |
| Пол    | Производња и снабдевање   | Грађевинарство                | Трговина                             | Хотели и ресторани   | Саобраћај, складиштење и везе |
| Мушки  | 2                         | 4                             | 9                                    | 2                    | 7                             |
| Женски | 0                         | 0                             | 3                                    | 2                    | 1                             |
| УКУПНО | 2                         | 4                             | 12                                   | 4                    | 8                             |
| Пол    | Финансијско посредовање   | Некретнине                    | Државна управа и одбрана             | Образовање           | Здравствени и социјални рад   |
| Мушки  | 0                         | 2                             | 4                                    | 1                    | 5                             |
| Женски | 0                         | 0                             | 1                                    | 4                    | 6                             |
| УКУПНО | 0                         | 2                             | 5                                    | 5                    | 11                            |
| Пол    | Остале услужне активности | Приватна домаћинства          | Екстериторијалне организације и тела | Непознато            | Непознато                     |
| Мушки  | 2                         | 0                             | 0                                    | 13                   | 13                            |
| Женски | 0                         | 1                             | 0                                    | 4                    | 4                             |
| УКУПНО | 2                         | 1                             | 0                                    | 17                   | 17                            |